# Claix (Charente)
Claix és un municipi francès situat al departament del Charente i a la regió de la Nova Aquitània. L'any 2007 tenia 879 habitants.

## Demografia

### Població
El 2007 la població de fet de Claix era de 879 persones. Hi havia 332 famílies de les quals 62 eren unipersonals (29 homes vivint sols i 33 dones vivint soles), 111 parelles sense fills, 147 parelles amb fills i 12 famílies monoparentals amb fills.
La població ha evolucionat segons el següent gràfic:
Habitants censats

### Habitatges
El 2007 hi havia 369 habitatges, 340 eren l'habitatge principal de la família, 4 eren segones residències i 26 estaven desocupats. 359 eren cases i 10 eren apartaments. Dels 340 habitatges principals, 278 estaven ocupats pels seus propietaris, 52 estaven llogats i ocupats pels llogaters i 9 estaven cedits a títol gratuït; 4 tenien dues cambres, 45 en tenien tres, 121 en tenien quatre i 170 en tenien cinc o més. 292 habitatges disposaven pel capbaix d'una plaça de pàrquing. A 115 habitatges hi havia un automòbil i a 213 n'hi havia dos o més.

### Piràmide de població
La piràmide de població per edats i sexe el 2009 era:
| Homes | Edats   | Dones |
| ----- | ------- | ----- |
| 0     | 95 o +  | 4     |
| 0     | 90 a 94 | 16    |
| 0     | 85 a 89 | 0     |
| 16    | 80 a 84 | 4     |
| 4     | 75 a 79 | 16    |
| 8     | 70 a 74 | 16    |
| 12    | 65 a 69 | 12    |
| 16    | 60 a 64 | 16    |
| 8     | 55 a 59 | 4     |
| 32    | 50 a 54 | 28    |
| 32    | 45 a 49 | 52    |
| 40    | 40 a 44 | 28    |
| 40    | 35 a 39 | 40    |
| 40    | 30 a 34 | 32    |
| 4     | 25 a 29 | 12    |
| 32    | 20 a 24 | 16    |
| 32    | 15 a 19 | 24    |
| 24    | 10 a 14 | 16    |
| 36    | 5 a 9   | 12    |
| 12    | 0 a 4   | 12    |

## Economia
El 2007 la població en edat de treballar era de 597 persones, 495 eren actives i 102 eren inactives. De les 495 persones actives 475 estaven ocupades (255 homes i 220 dones) i 20 estaven aturades (7 homes i 13 dones). De les 102 persones inactives 38 estaven jubilades, 24 estaven estudiant i 40 estaven classificades com a «altres inactius».

### Ingressos
El 2009 a Claix hi havia 365 unitats fiscals que integraven 933,5 persones, la mediana anual d'ingressos fiscals per persona era de 19.783 €.

### Activitats econòmiques
Dels 28 establiments que hi havia el 2007, 1 era d'una empresa extractiva, 1 d'una empresa alimentària, 1 d'una empresa de fabricació d'elements pel transport, 5 d'empreses de fabricació d'altres productes industrials, 8 d'empreses de construcció, 3 d'empreses de comerç i reparació d'automòbils, 4 d'empreses de transport, 2 d'empreses d'hostatgeria i restauració, 1 d'una empresa de serveis, 1 d'una entitat de l'administració pública i 1 d'una empresa classificada com a «altres activitats de serveis».
Dels 8 establiments de servei als particulars que hi havia el 2009, 3 eren paletes, 2 lampisteries, 1 electricista, 1 empresa de construcció i 1 restaurant.
Dels 2 establiments comercials que hi havia el 2009, 1 era una botiga d'equipament de la llar i 1 una botiga de mobles.
L'any 2000 a Claix hi havia 14 explotacions agrícoles que ocupaven un total de 552 hectàrees.

## Equipaments sanitaris i escolars
El 2009 hi havia una escola elemental.

## Poblacions més properes
El següent diagrama mostra les poblacions més properes.